# Джозеф Антіч
Джозеф Антіч (13 березня 1931 — 12 липня 2016) — індійський хокеїст на траві.
Срібний призер Олімпійських Ігор 1960 року.
Срібний призер Азійських ігор 1962 року.